# 乾州文庙
乾州文庙位于中国湖南省湘西州吉首市乾州古城内，始建于清雍正七年（1729年），富有湘西少数民族地域特色。
2013年列入第七批全国重点文物保护单位。

## 历史沿革
乾州文庙始建于清雍正七年（1729），于雍正十一年（1733）竣工。清雍正十二年（1733），湖南学使习隽、厅同知沈云改镇溪所（今吉首市）所学，创建乾州厅学，设厅城东门外。
乾隆五十九年（1794）因湘西苗民起义烧毁。嘉庆六年（1801）重建；道光十七年（1837）重修大成殿；道光二十六年（1846）右扩，新设头门、庭院、明伦堂、尊经阁；咸丰年间（1851—1861）重修。
抗日战争期间国立八中女部迁入乾州文庙，1946年后改为小学。
文革期间，文庙大部分建筑被毁，仅存大成殿、泮池、状元桥等部分建筑。2007年，对文庙进行大规模修复。

## 建筑布局
清《乾州厅志》载：“文庙在城东土垣内，大成殿五间，东西庵各三间，戟门三间，棂星门三间，泮池一区，圆拱桥一道，尊经阁一所，名宦祠一间，乡贤祠一间。”
乾州文庙现存建筑占地面积4886.9平方米，坐北朝南，砖木结构，中轴线上自南而北依次为照壁、棂星门、泮池、大成门、大成殿和崇圣祠，两侧为东西庑和钟鼓楼，崇圣祠西侧为文昌阁和明伦堂。
泮池为半圆形，由红砂岩砌筑，设有栏杆，架状元桥。大成门为青砖砌筑，两侧为名宦祠和乡贤祠（现已改建为“乾州抗日救亡展览馆”“湘西名人名将展览馆”），为硬山顶。 钟鼓亭为木构六角攒尖式。
大成殿面阔三间，进深三间，四周有回廊，正面设隔扇门，其余三面为朱红墙，屋顶为覆青瓦的重檐歇山顶，屋脊为琉璃双龙戏珠，殿前设无龙头的龙身丹墀。
崇圣祠为单檐歇山顶，西侧的文昌阁和明伦堂为硬山屋顶，三者均为青砖墙体。